# Komitet Organizacji Drobnych Gospodarstw Wiejskich
Komitet Organizacji Drobnych Gospodarstw Wiejskich – zespół doradczy Ministra Rolnictwa i Reform Rolnych ustanowiony w 1934 r., który miał na celu wyłonienie gospodarstw przodowniczych (wzorcowych), stanowiących przykład dla okolicznych rolników oraz kształcenie personelu instruktorskiego w kierunku prac społeczno-rolniczych.
Powołanie Komitetu pozostawało w związku z rozporządzeniem z 1928 r. o izbach rolniczych, mówiącym o tym, że do zadań izby należy udzielanie porad i pomocy fachowej w sprawach rolnictwa oraz opieki nad gospodarstwami powstałymi z przebudowy ustroju rolnego. Ogół poczynań w tym zakresie określono mianem akcji organizacji drobnych gospodarstw wiejskich.

## Powołanie Komitetu
Na podstawie rozporządzenia z 1934 r. Ministra Rolnictwa i Reform Rolnych powołano Komitet z zadaniem:
- opracowania zasad organizacyjnych i metodycznych dla akcji przodowniczych gospodarstw mniejszych,
- współpracy z izbami rolniczymi w zakresie koordynacji działalności tych izb w dziedzinie organizacji przodowniczych gospodarstw mniejszych,
- opracowania ogólnych wskazań programowych i technicznych dla personelu fachowego, zajmujących się organizowaniem przodowniczych gospodarstw mniejszych,
- badania stanu akcji organizacji gospodarstw mniejszych i składanie Ministrowi Rolnictwa i Reform Rolnych sprawozdań i wniosków,
- prowadzenia badań w dziedzinie organizacji drobnych gospodarstw wiejskich,
- opracowania i opiniowania zleconych ministerstwo rolnictwa spraw z dziedziny organizacji drobnych gospodarstw wiejskich.

W skład Komitetu wchodzili członkowie w liczbie 6–12 osób, którzy funkcjonowali przez czas nie dłuższy niż 3 lata. Wybór członków dokonywał Minister spośród osób, które wyróżniały się w pracy nad organizacją drobnych gospodarstw wiejskich lub byli wybitnymi znawcami w tej dziedzinie.
Wydatki związane z działalnością Komitetu były pokrywane z kredytów, przewidzianych na ten cel w budżecie Ministerstwa Rolnictwa i Reform Rolnych.

## Działalność Komitetu
Pierwsze posiedzenie Komitetu odbyło się 19 lutego 1935 r. pod kierownictwem Juliusza Poniatowskiego – Ministra Rolnictwa i Reform Rolnych.
W skład Komitetu weszły następujące osoby:
- Henryk Romanowski – przewodniczący,
- Piotr Sobczyk – wiceprzewodniczący,
- Stanisław Antoniewski,
- Stanisław Czarnocki,
- Szczepan Ciekota,
- Czesław Wróblewski,
- Augustyn Serożyński,
- Bolesław Łapyra.

Na posiedzeniu przyjęto instrukcję dla izb rolniczych w sprawie organizowania zjazdów instruktorów organizacji gospodarstw. Na kolejnych posiedzeniach Komitetu podjęto decyzję o zaciśnięciu współpracy ze szkołami rolniczymi, z izbami rolniczymi, organizacjami rolniczymi, a ponadto zachęcano rolników do dzielenia się własnym doświadczeniem na łamach prasy fachowej.
Komitet prowadził działania zmierzające do tworzenia struktur terenowych. Społecznym odpowiednikiem Komitetu na szczeblu wojewódzkim była komisja organizacji izb rolniczych, natomiast na szczeblu powiatowym sekcja.

## Przygotowanie instruktorów rolnych
Akcja organizacji drobnych gospodarstw wiejskich wymagała pozyskania nowego personelu instruktorskiego i przygotowania do nowych zadań. Kształcenie odbywało się w specjalnie wydzielonych do tego celu ośrodkach, w tzw. okręgach ćwiczebnych
Zjazdy w okręgu miały charakter teoretyczno-praktyczny, który łączono z przekazywaniem metod pracy instruktorskiej, z dyskusją nad stanem pracy w terenie i określeniem stopnia wykonania przyjętych założeń. Przygotowanie personelu do prowadzenia akcji organizacji gospodarstw przeprowadzano głównie poprzez organizowanie kursów lub zjazdów.
Przyjęto następujące sposoby i metody etapy pracy instruktorów:
- określenie sposobu wyboru gospodarstwa i gospodarza (rolnika),
- dokonanie ogólnego opisu gospodarstwa,
- opracowanie planu sytuacyjnego gospodarstwa,
- przeprowadzenie szczegółowej analizy organizacji gospodarstwa,
- podsumowanie o uzyskanych rezultatach.

Rolą instruktorów rolnych było wyłonienie przodowników i przygotowanie ich do pełnienia roli lidera w danej społeczności wiejskiej. Instruktorzy skupiali swoją uwagę wyłącznie na gospodarstwach powstałych w wyniku reformy rolnej, które borykały się brakiem doświadczenia w prowadzeniu gospodarstwa.